# Domenico Schiattarella
Domenico „Mimmo” Schiattarella (ur. 17 listopada 1967 roku w Mediolanie) – były włoski kierowca wyścigowy, startował między innymi w Formule 1.

## Kariera
W latach 1985–1991 startował we włoskich wyścigach samochodów jednomiejscowych: Formule 4, Formule 2000 oraz Formule 3. W 1992 roku wystartował w południowoamerykańskiej Formule 3, a rok później w północnoamerykańskiej Formule Atlantic. W 1994 roku zadebiutował w Formule 1 wyścigiem o Grand Prix Europy na torze Jerez w barwach zespołu Simtek. W latach 1994–1998 wystartował też w kilku wyścigach serii CART. W późniejszym okresie kariery skupił się na startach w wyścigach samochodów sportowych, m.in. American Le Mans Series czy 24h Le Mans (6. miejsce w 1999).

## Starty w Formule 1
| Sezon | Zespół | Konstruktor | Zgł. | PKT | P. | P1 | P2 | P3 | Punkt. | PP | NO | NS | DK | NZ |
| --- | --- | ----------- | ---- | --- | -- | -- | -- | -- | ------ | -- | -- | -- | -- | -- |
| 1995 | MTV Simtek Ford | Simtek-Ford | 5    | -   | -  | -  | -  | -  | -      | -  | -  | 3  | -  | -  |
| 1994 | MTV Simtek Ford | Simtek-Ford | 2    | -   | -  | -  | -  | -  | -      | -  | -  | 1  | -  | -  |
| Razem | 1 | 1           | 7    | -   | -  | -  | -  | -  | -      | -  | -  | 4  | -  | -  |
| Sezon | Zespół | Konstruktor | Zgł. | PKT | P. | P1 | P2 | P3 | Punkt. | PP | NO | NS | DK | NZ |
| \| Legenda \| Legenda \| \| ------------------------------------------ \| ------------------------------------------------------------------------------------------------------------------------------------------------------------------------------------------------------------------------------------------------------------------------------------------------------------------------------------------------------------------------------------------------------------------------------ \| \| Zgł. PKT P. P1 P2 P3 Punkt. PP NO NS DK NZ \| Liczba zgłoszeń do wyścigów Liczba zdobytych punktów Pozycja zajęta w klasyfikacji generalnej Liczba zwycięstw Liczba drugich miejsc Liczba trzecich miejsc Wyścigi, w których kierowca punktował Liczba zdobytych pole position Liczba zdobytych najszybszych okrążeń Wyścigi, w których kierowca był niesklasyfikowany Wyścigi, w których kierowca był zdyskwalifikowany Wyścigi, do których kierowca się nie zakwalifikował \| | |             |      |     |    |    |    |    |        |    |    |    |    |    |
| Legenda | |             |      |     |    |    |    |    |        |    |    |    |    |    |
| Zgł. PKT P. P1 P2 P3 Punkt. PP NO NS DK NZ | Liczba zgłoszeń do wyścigów Liczba zdobytych punktów Pozycja zajęta w klasyfikacji generalnej Liczba zwycięstw Liczba drugich miejsc Liczba trzecich miejsc Wyścigi, w których kierowca punktował Liczba zdobytych pole position Liczba zdobytych najszybszych okrążeń Wyścigi, w których kierowca był niesklasyfikowany Wyścigi, w których kierowca był zdyskwalifikowany Wyścigi, do których kierowca się nie zakwalifikował |             |      |     |    |    |    |    |        |    |    |    |    |    |